# ツリガネムシ
ツリガネムシ（釣鐘虫、学名：Vorticella nebulifera）は貧膜口綱周毛亜綱に属する繊毛虫の1種である。広義には、この種が属するツリガネムシ科、あるいはツリガネムシ目に属する生物全体を示す言葉である。
淡水に生息する単細胞生物である。主として用水路や水田、池など、止水に生息し、水中の水草や枯れ枝などに多数が群れをなして固着している。体は円錐形で、底面に当たる位置の周囲には繊毛列があり、これにより水流を作り、その端にある細胞口へ微粒子などを流しこんで摂取する。円錐の頂点に当たる部分からは長い柄が伸びて、基質上に固着する。何か刺激を受けると、細胞の繊毛部分は袋の口を縛るような形で縮み、同時に長い柄は螺旋状に収縮する。収縮は瞬間的に起こり、そっとしておけばゆっくりと体を延ばす。（About参照）
近縁の種には枝分かれした柄に多数の細胞体が付いて、群体を作るものや、ミジンコの体に固着するものなど、様々なものがある。